# Cévennes (IGP)
Pour les articles homonymes, voir Cévennes (homonymie).
Le cévennes, appelé vin de pays des Cévennes jusqu'en 2011, est un vin français d'indication géographique protégée (le nouveau nom des vins de pays).

## Situation géographique
Aire de production
L’aire de production s’étend sur 188 communes du département du Gard :

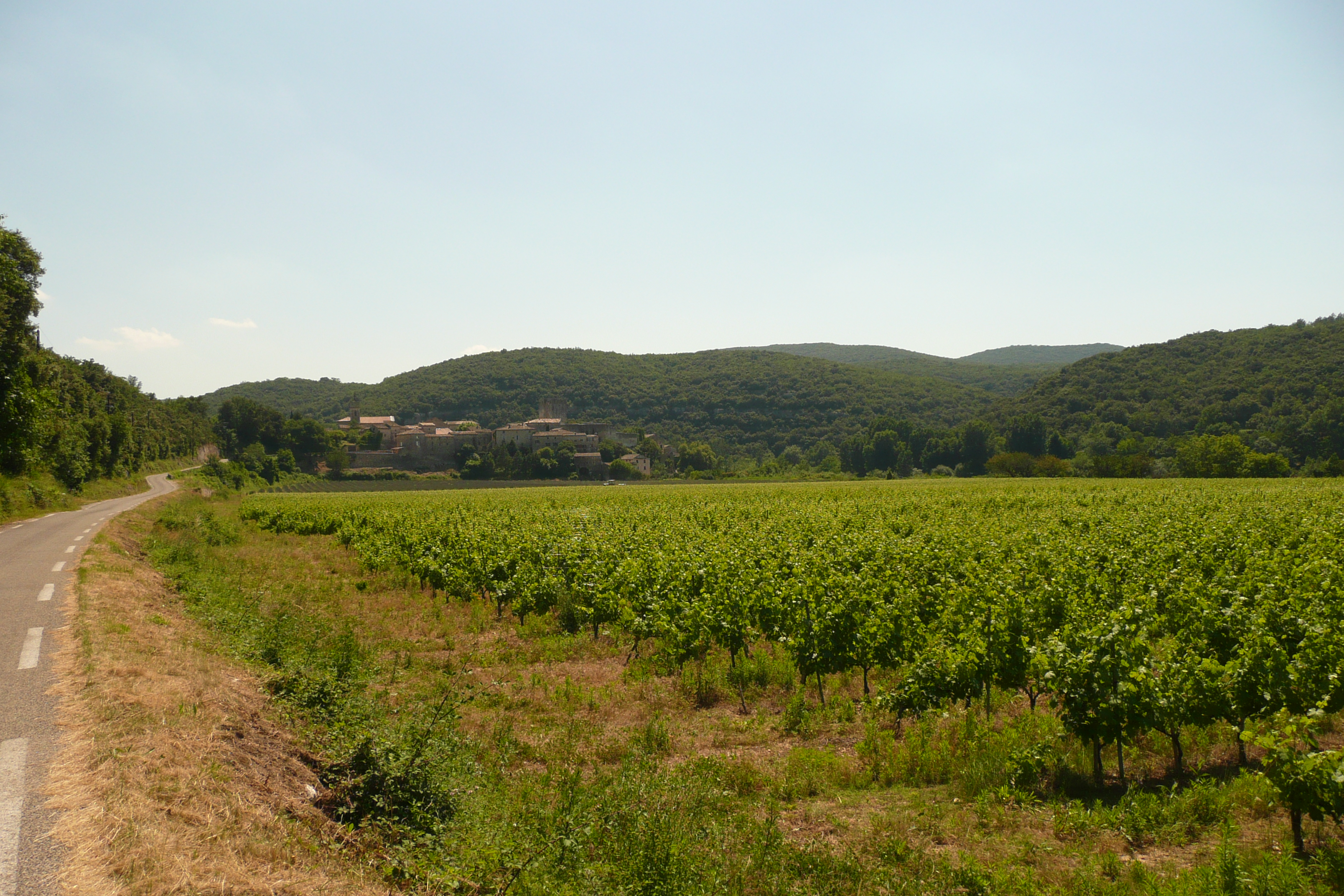
Vignoble de Montclus.

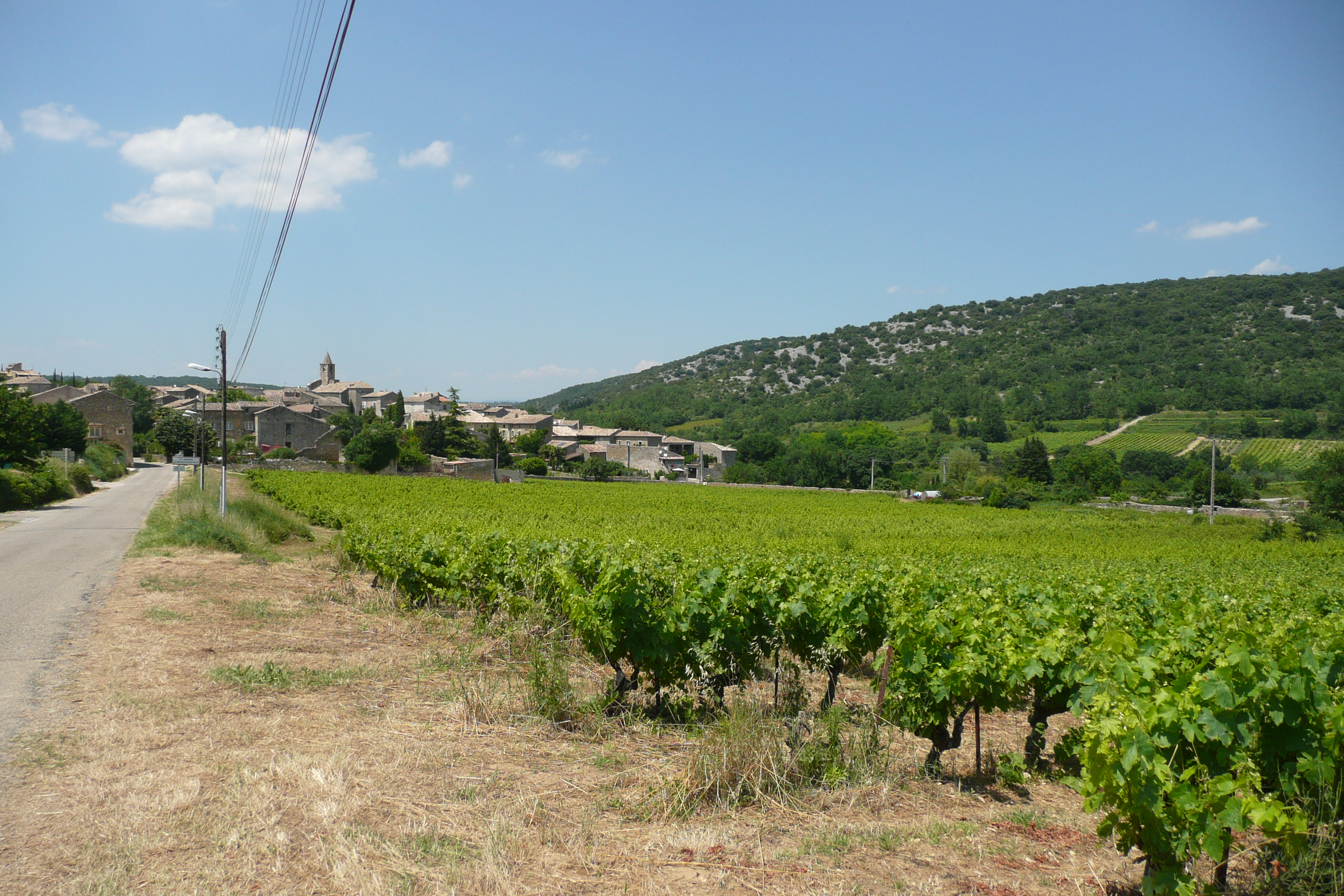
Vignoble de Saint-André-de-Roquepertuis.

Aigaliers, Aigremont, Aiguèze, Alès, Allègre-les-Fumades, Alzon, Anduze, Arpaillargues-et-Aureillac, Arphy, Arre, Arrigas, Aspères, Aubussargues, Aujac, Aulas, Aumessas, Avèze, Bagard, Barjac, Baron, Bessèges, Bez et Esparon, Blandas, Blauzac, Boisset-et-Gaujac, Bonnevaux, Bordezac, Boucoiran-et-Nozières, Bouquet, Bourdic, Bragassargues, Branoux-les-Taillades, Bréau-et-Salagosse, Brignon,Brouzet-lès-Alès, Campestre-et-Luc, Canaules-et-Argentières, Cannes-et-Clairan, Cardet, Carnas, Cassagnoles, Castelnau-Valence, Causse-Bégon, Cavillargues, Cendras, Chambon, Chamborigaud, Collorgues, Colognac, Combas, Concoules, Conqueyrac, Corbès, Courry, Crespian, Cros, Cruviers-Lascours, Deaux, Dions, Domessargues, Dourbies, Durfort-et-Saint-Martin-de-Sossenac, L'Estrechure, Euzet, Foissac, Fontarèches, Fons, Fons-sur-Lussan, Fontanès, Fressac, Gailhan, Gagnières, Gajan, Garrigues-Sainte-Eulalie, Gaujac, Générargues, Génolhac, Goudargues, la Grand-Combe, Issirac, La Bastide-d'Engras, La Bruguière, La Cadière-et-Cambo, La Calmette, La Capelle-et-Masmolène, La Rouvière, Lamelouze, lanuéjols, Lasalle, Laval-Saint-Roman, Laval-Pradel, Le Garn, Le Pin, Lecques, Lédignan, Les Mages, Les Plans, Lézan, Liouc, Logrian-Florian, Lussan, Malons-et-Elze, Mandagout, Mars, Martignargues, le Martinet, Maruéjols-lès-Gardon, Massanes, Massillargues-Attuech, Mauressargues, Méjannes-le-Clap, Méjannes-lès-Alès, Meyrannes, Mialet, Molières-Cavaillac, Molières-sur-Cèze, Monoblet, Mons, Montagnac, Montclus, Monteils, Montardier, Montignargues, Montmirat, Montpezat, Moulézan, Moussac, Navacelles, Ners, Notre-Dame-de-la-Rouvière, Orthoux-Sérignac-Quilhan, Peyremale, Peyroles, les Plantiers, Pommiers, Pompignan, Ponteils-et-Brésis, Portes, Potelières, Pougnadoresse, Puechredon, Quissac, Revens, Ribaute-les-Tavernes, Rivières, Robiac-Rochessadoule, Rochegude, Rogues, Roquedur, Rousson, Saint-Ambroix, Sainte-Anastasie, Saint-André-de-Majencoules, Saint-André-de-Valborgne, Saint-André-de-Roquepertuis, Saint-Bauzély, Saint-Bénézet, Saint-Bonnet-de-Salendrinque, Saint-Brès, Saint-Bresson, Saint-Césaire-de-Gauzignan, Saint-Chaptes, Saint-Christol-de-Rodières, Saint-Christol-lès-Alès, Saint-Clément, Saint-Denis, Saint-Drézéry, Sainte-Croix-de-Caderle, Sainte-Cécile-d'Andorge, Saint-Etienne-de-l'Olm, Saint-Félix-de-Pallières, Saint-Florent-sur-Auzonnet, Saint-Geniès-de-Malgoirès, Saint-Hilaire-de-Brethmas, Saint-Hippolyte-de-Caton, Saint-Hippolyte-de-Montaigu, Saint-Hippolyte-du-Fort, Saint-Jean-de-Valeriscle, Saint-Jean-du-Gard, Saint-Jean-de-Ceyrargues, Saint-Jean-de-Crieulon, Saint-Jean-de-Maruéjols-et-Avéjan, Saint-Jean-de-Serres, Saint-Jean-du-Pin, Saint-Julien-de-la-Nef, Saint-Julien-de-Cassagnas, Saint-Julien-les-Rosiers, Saint-Just-et-Vacquières, Saint-Laurent-le-Minier, Saint-Laurent-la-Vernède, Saint-Mamert-du-Gard, Saint-Martial, Saint-Martin-de-Valgalgues, Saint-Maurice-de-Cazevieille, Saint-Nazaire-des-Gardies, Saint-Paul-la-Coste, Saint-Pons-la-Calm, Saint-Privat-de-Champclos, Saint-Privat-des-Vieux, Saint-Roman-de-Codières, Saint-Sauveur-des-Pourcils, Saint-Sébastien-d'Aigrefeuille, Saint-Théodorit, Saint-Victor-de-Malcap, Saint-Victor-des-Oules, Salindres, Salinelles, Les Salles-du-Gardon, Sardan, Saumane, Sauve, Sauzet, Savignargues, Sénéchas, Servas, Serviers-et-Labaume, Seynes, Soudorgues, Soustelle, Souvignargues, Sumène, Tharaux, Thoiras, Tornac, Trèves, Vabres, Vallabrix, Valleraugue, Vallérargues, Verfeuil, La Vernarède, Vézénobres, Vic-le-Fesq, Le Vigan, Villevieille, Vissec.

### Climat
Le climat de ce terroir viticole est méditerranéen, Il se caractérise par des hivers doux, une sécheresse estivale et de fortes précipitations aux équinoxes. Les orages d'automne peuvent y causer des crues violentes lors de ce que l'on appelle un épisode cévenol. Ces pluies diluviennes accompagnées d'orages très localisés se concentrent sur quelques heures, voire quelques jours. Elles sont principalement dues à la rencontre entre l'air froid venant de l'océan Atlantique qui remonte sur les sommets des Cévennes et l'air chaud remontant de la mer Méditerranée. Par sa proximité avec le massif de l'Aigoual, les chutes de neige, parfois importantes, n'y sont pas rares mais elles sont en général de courte durée. De ce fait nombre de communes sont considérées comme exposée au risque naturel d'inondation. Elles ont fait l'objet de plusieurs arrêtés de reconnaissance de catastrophe naturelle. La moyenne des précipitations annuelles est comprise entre 1 300 et 1 500 mm( Chiffres Météo France Gard)
| Mois                        | Jan   | Fév   | Mar  | Avr  | Mai   | Jui  | Jui  | Aoû  | Sep   | Oct   | Nov   | Déc  | Année   |
| Températures minimales (°C) | 1,5   | 2,2   | 4,3  | 7,6  | 10,8  | 13,4 | 15,7 | 15,0 | 11,6  | 8,9   | 4,3   | 0,8  | 8,0     |
| Températures maximales (°C) | 11,5  | 12,7  | 15,3 | 19,7 | 22,2  | 26,8 | 30,1 | 27,1 | 24,7  | 19,7  | 14,6  | 10,4 | 19,6    |
| Températures moyennes (°C)  | 8,0   | 6,9   | 7,6  | 13,6 | 16,4  | 19,9 | 22,8 | 21,1 | 17,9  | 13,7  | 9,0   | 4,7  | 13,5    |
| Pluviométrie (mm)           | 120,3 | 106,4 | 26,4 | 89,9 | 103,5 | 56,9 | 24,5 | 26,5 | 110,1 | 153,9 | 180,1 | 94,2 | 1 092,7 |
| Gel (jour)                  | 12    | 7     | 2,5  |      |       |      |      |      |       | 0,7   | 6,3   | 15   | 43,5    |

Ces dernières années, la température la plus froide a été relevée le 18 novembre 2007 avec −6,9 °C et la plus chaude le 11 juillet 2006 avec 37,4 °C. La journée la plus pluvieuse a été le 19 octobre 2006 avec 133 mm de pluie. Le vent le plus fort a été mesuré le 24 mars 2009 avec une rafale à 88,5 km/h. Le mois de novembre 2008 a été particulièrement pluvieux avec plus de 300 mm de pluie.

## Vignoble

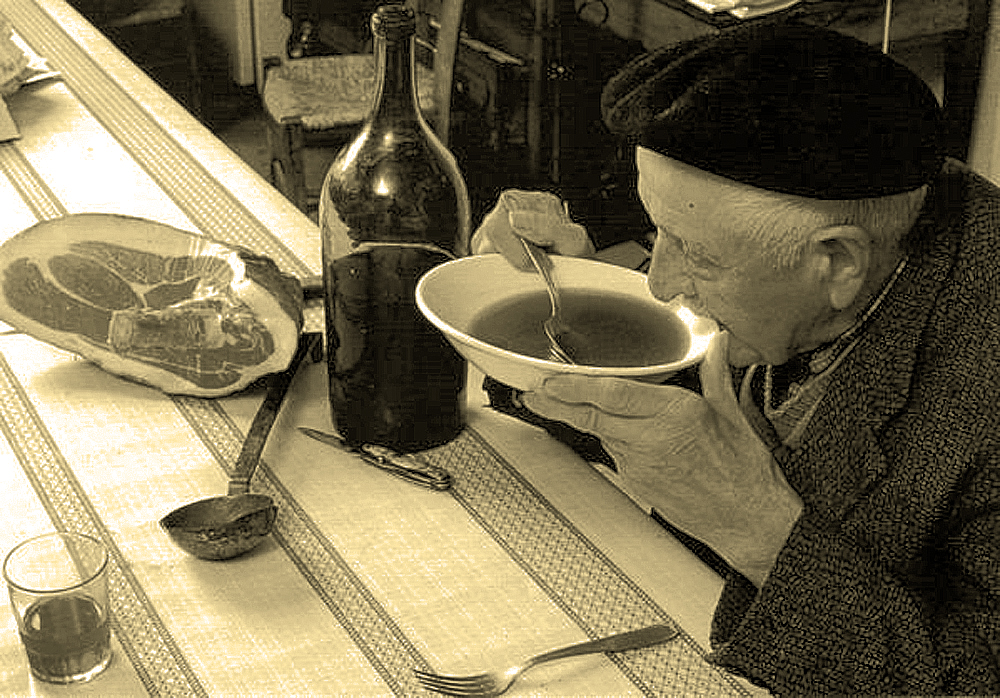
Chabrot dans les Cévennes.

### Vinification
C'est l'ensemble des opérations nécessaires à la transformation du moût (nom du jus de raisin) et à l'élaboration du vin. Certaines de ces opérations sont nécessaires, telle la fermentation alcoolique, et d'autres permettent d'affiner le profil du vin, tant au niveau aromatique (olfactif) que gustatif (goûts).

#### Vinification en rouge

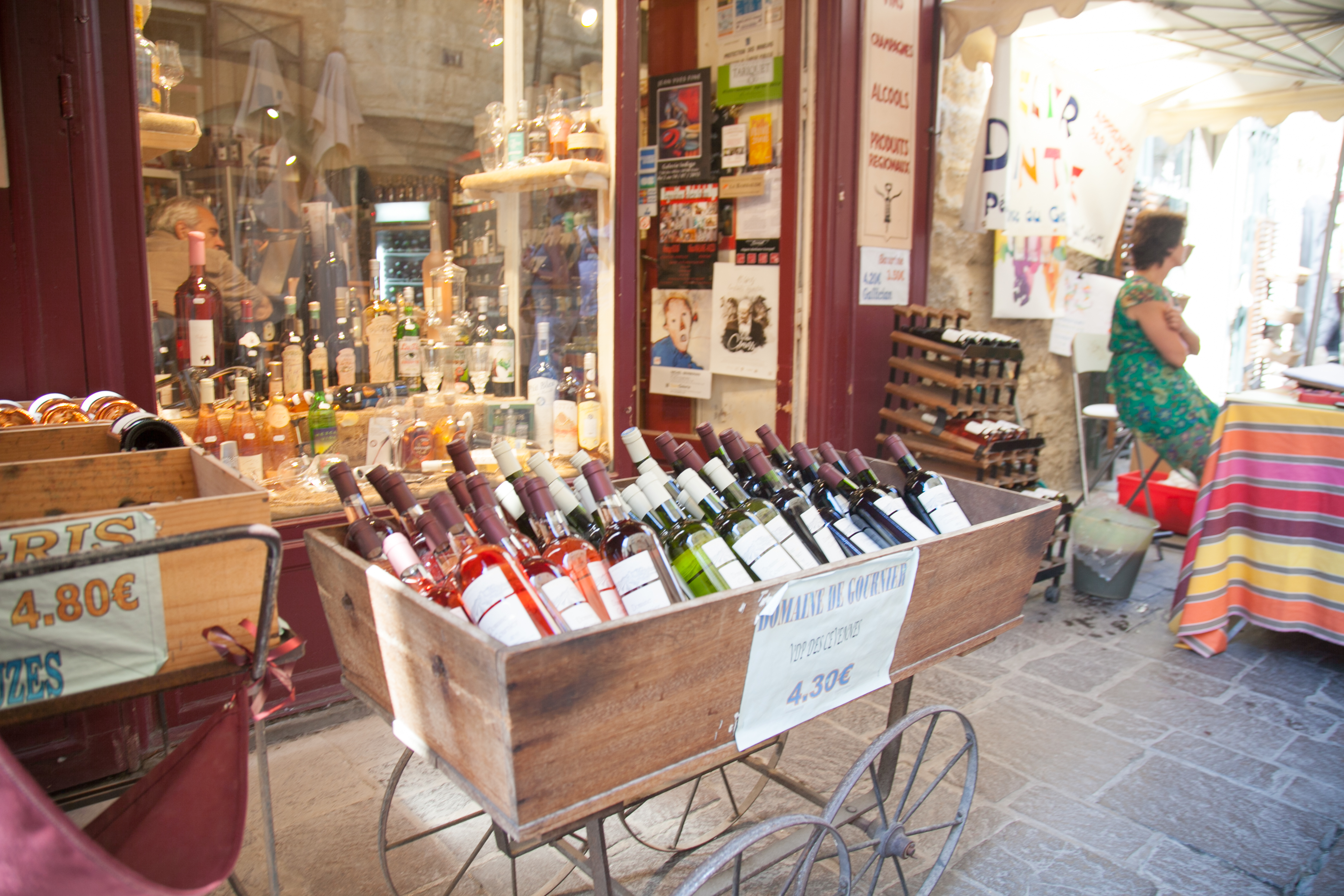
IGP Cévennes Domaine de Gournier à Boucoiran-et-Nozières.

La vinification en rouge consiste à faire un pressurage après que la fermentation a commencé. Pendant toute cette phase, le moût est en contact avec les matières solides de la vendange. Celles-ci sont très riches en tanins, matières colorantes, odorantes, minérales et azotées. Ces substances vont alors se dissoudre plus ou moins dans le moût et se retrouver dans le vin. 
C'est la cuvaison pendant laquelle les sucres se transforment en alcool (fermentation alcoolique) et le jus se voit enrichi par les composants du moût. Plus la macération est longue, plus la coloration du vin sera intense. Se disolvent également les tanins, leur taux sera aussi fonction du temps de la cuvaison. Plus elle sera longue, plus les vins seront aptes à vieillir. Durant cette phase, se produit une forte élévation de la température. Celle-ci est de plus en plus contrôlée par la technique de maîtrise des températures.

#### Vinification en blanc
Dans la vinification en blanc la fermentation se déroule en dehors de tout contact avec les parties solides de la vendange (pépins, peaux du raisin, rafles). Ce qui explique que l'on peut faire indifféremment du blanc à partir de cépages blancs et rouges. C'est le cas du Champagne. Le but de cette vinification est de faire ressortir le maximum des arômes contenus d'abord dans le raisin, ensuite en cours de fermentation, enfin lors du vieillissement. 
L'extraction du jus et sa séparation des parties solides peuvent être précédées par un éraflage, un foulage et un égouttage, pour passer ensuite au pressurage. Mais ces phases sont évitées par nombre de vinificateurs pour éviter l'augmentation des bourbes. Le choix se porte sur une extraction progressive du jus puis un débourbage qui permet d'éliminer toutes particules en suspension. Là aussi, encore plus que pour une vinification en rouge, s'impose la maîtrise des températures lors de la fermentation alcoolique. Elle se déroule entre 18 et 20 °C et dure entre 8 et 30 jours selon le type de vin désiré.

#### Vinification en rosé
La vinification en rosé se produit par macération, limitée dans le temps, de cépages à pellicule noire avec possible ajout de cépages blancs. Le vin rosé n'a pas de définition légale. Mais ses techniques de vinification sont très strictes et n'autorisent en rien en Europe le mélange de vin rouge et blanc (sauf pour le Champagne). Deux principes différents sont utilisés :
- Le premier consiste à extraire par écoulement une partie du jus dès l'encuvage lors de la vinification en rouge ; c'est la saignée. C'est le jus qui s'égoutte sous le poids de la vendange - au maximum entre 20 et 25 % - et qui va macérer durant 3 à 24 heures. Cette méthode produit des vins rosés à la robe soutenue, et la quantité potentielle produite dépend de la concentration recherchée pour le vin rouge produit.
- Le second principe est le pressurage direct, qui consiste à extraire le jus en plusieurs fois, au cours de la macération, qui dure quelques heures. Les jus successivement extraits sont progressivement plus chargés en tanins provenant des peaux, et peuvent ensuite être assemblés. Une vendange bien mûre pourra colorer le jus et sa vinification se fait en blanc[9].

La maîtrise des températures est une nécessité, un vin rosé a une robe qui s'apparente à celle d'un vin rouge très clair, plus le fruit et la fraîcheur des vins blancs.